# Корнюшкін Застінок
Корнюшкін Застінок (біл. вёска Карнюшкін Засьценак) — село в складі Борисовського району Мінської області, Білорусь. Село підпорядковане Зачистівській сільській раді, розташоване в північно-східній частині області.